# Rytidosperma davyi
Rytidosperma davyi är en gräsart som först beskrevs av Charles Edward Hubbard, och fick sitt nu gällande namn av Thomas Arthur Cope. Rytidosperma davyi ingår i släktet kängurugräs (släktet), och familjen gräs. Inga underarter finns listade i Catalogue of Life.